# Nibok
Nibok és un districte de Nauru (república insular d'Oceania situada a la part meridional de l'oceà Pacífic).
Està ubicat al l'oest de l'illa, amb una superfície d'1,6 km² i una població de 460 habitants.